# Апельсин (группа)
Апельсин (эст. Apelsin) — советская и эстонская музыкальная группа, созданная в 1974 году и существующая до настоящего времени. Музыка представляет смесь разных стилей: джаза, кантри, рок-н-ролла, блюза и многих других с добавлением достаточно нетрадиционных инструментов.

## История
В 1974 году несколько энтузиастов современной музыки впервые выступили по эстонскому телевидению с юмористической композицией, стилизованной под кантри. После чего, музыканты решили создать ансамбль, получивший название «Апельсин».
В 80-е годы «Апельсин» переходит от создания музыкальных пародий в стиле «Вестерн» (и по сей день самая узнаваемая мелодия группы) к написанию собственных произведений. Тем не менее, юмор остаётся важной составляющей творчества этого коллектива.
Группа «Апельсин» была гостем в шоу «Вокруг смеха», было издано четыре грампластинки на фирме «Мелодия», а силами т/о «Экран» к Олимпиаде-80 был создан телевизионный фильм-концерт «Вокально-инструментальный ансамбль „Апельсин“» (фактически, набор музыкальных выступлений с краткими пояснениями содержания текстов для русскоязычной аудитории).
Позже песня «Старый локомотив» (эст. «Vana lokomotiiv») вошла в сборник «Eesti Populaarseid Lauljaid» («Эстонские популярные певцы»), изданный в Швеции фирмой Terra Records.
Старший брат Яaна Ардера — музыканта и певца группы, известный эстонский поэт Отт Ардер, является автором текстов к нескольким песням, написанным для этой группы.
С распадом СССР группа полностью исчезла с российской сцены. Тем не менее «Апельсин» периодически выступал с концертами и принимал участие в фестивалях у себя на родине и в других странах Балтии.
21 июля 2021 года из жизни ушел лидер группы Тыну Ааре.

## Состав
- Тыну Ааре (эст. Tõnu Aare) (1953—2021) — вокал, акустическая и электрогитара, губная гармошка, бузуки
- Антс Нуут (эст. Ants Nuut) (1950) — тромбон, труба, вокал
- Аллан Якоби (эст. Allan Jakobi) (1973) — аккордеон, клавишные
- Арго Тоомель (эст. Argo Toomel) — бас-гитара
- Марек Лиллемяги (эст. Marek Lillemägi) — ударные

### Прежние участники группы
- Харри Кырвиц (эст. Harry Kõrvits) (1953) — ударные
- Гуннар Криик (эст. Gunnar Kriik) (1952—2001) — вокал, скрипка, контрабас, автор песен
- Иво Линна (эст. Ivo Linna) (1949) — вокал, гитара
- Мати Нууде (эст. Mati Nuude) (1941—2001) — вокал
- Яан Ардер (эст. Jaan Arder) (1952—2014) — вокал, акустическая гитара, мандолина
- Александер Вилипере (эст. Aleksander Vilipere) (1955—2011) — ударные, вокал

### Сольное творчество участников группы «Апельсин»
- Иво Линна
- Гуннар Криик
- Тыну Ааре

## Дискография
- 1976 — Ансамбль «Апельсин» п/р Тыну Аарэ* — Apelsin. Мелодия — CM00448, Кассета, Album, Stereo
- 1978 — Ансамбль «Апельсин» / фирма «Мелодия», С60 07809-10
- 1981 — Ансамбль «Апельсин» / фирма «Мелодия», С60 15353/15978
- 1988 — Ансамбль «Апельсин» / фирма «Мелодия», C60 26527 007
- 1989 — Ансамбль «Апельсин» / фирма «Мелодия», С60 29169 009
- 1994 — Apelsin XX (сборник)
- 1999 — Apelsini boogie
- 2003 — Apelsin No.1 (сборник)
- 2004 — Apelsin 30 (сборник)
- 2009 — Eesti Kullafond — 60 Parimat Laulu (сборник)
- 2012 — Kauge Hüüd
- 2016 — Kuld (сборник)

## Музыка группы в мультфильмах
- Нехочуха
- Замок лгунов
- Кот, который умел петь
- Великолепный Гоша
- Лифт-2